# Egzit 11
Egzit 11 je trajao 4 dana, od 7. do 10. jula 2011. godine. Na dvadesetak bina nastupilo je oko 600 izvođača. Kamp za posetioce festivala bio je smešten na plaži „Oficirac“ u blizini Petrovaradinske tvrđave. Prema procenama, festival je imao oko 170.000 posetilaca, a najposećeniji je bio nastup Džamirokvaja na kom je bilo oko 25.000 ljudi.
Trećeg dana festivala Egzit je dobio svog dvomilionitog posetioca.
Za više informacija o samom festivalu, pogledajte članak Egzit.

## Izvođači i bine
|  |  | Izvođači | Scene |

## Spoljašnje veze
- Zvanični sajt festivala

## Istorija
|  | Istorija festivala2000 • 2001 • 2002 • 2003 • 2004 • 2005 • 2006 • 2007 • 2008 • 2009 • 2010 • 2011 • 2012 |